# Piràmide
|  | Per a altres significats, vegeu «Piràmide (desambiguació)». |

Piràmide quadrangular

Una piràmide (del grec: πυραμίς pyramís) és un políedre format per la unió dels vèrtex d'una base amb un punt. La base pot ser qualsevol tipus de polígon, les altres tres o més cares, anomenades cares laterals, són triangles amb un vèrtex comú anomenat àpex.
Si no s'indica el contrari, s'assumeix que la base és un quadrat. El tetraedre regular, un dels sòlids platònics, és una piràmide triangular.
El volum d'una piràmide és {\displaystyle V={\frac {1}{3}}Ah}, en què A és l'àrea de la base i h l'alçada des de la base fins al vèrtex superior.

## Terminologia

Una piràmide truncada per un pla inclinat

Una piràmide dreta té el seu ver`tex directament damunt el barocentre de la seva base. Les piràmides no dretes s'anomenen obliqües. Una piràmide regular té una base de polígon regular i usualment és una piràmide recta.
Quan no s'especifica, se sol suposar que una piràmide és una piràmide quadrada regular, com les estructures físiques dels edificis anomenats piràmide. Una piràmide basada en un triangle s'anomena més sovint tetraedre.
Entre les piràmides obliqües, com els triangles aguts i obtusos, una piràmide es pot anomenar aguda si el seu àpex està per sobre de l'interior de la base i obtús si el seu àpex està per sobre de l'exterior de la base. Una piràmide en angle recte té el seu vèrtex per sobre d'una vora o vèrtex de la base. En un tetraedre aquests qualificadors canvien en funció de quina cara es considera la base.
Les piràmides són una classe dels prismatoides. Les piràmides es poden duplicar en bipiràmides afegint un segon punt de compensació a l'altre costat del pla base.
Una piràmide tallada per un pla s'anomena piràmide truncada; si el pla de truncament és paral·lel a la base de la piràmide, s'anomena tronc.

## Piràmides dretes amb base regular
Una piràmide recta de base regular té costats de triangle isòsceles, amb simetria és C n v o [1, n ], amb ordre 2 n . Es pot donar un símbol de Schläfli estès () ∨ { n }, que representa un punt, (), unit (desplaçat ortogonalment) a un polígon regular, {n}. Una operació d'unió crea una nova vora entre tots els parells de vèrtexs de les dues figures unides.
La piràmide trigonal o triangular amb totes les cares del triangle equilàter es converteix en el tetraedre regular, un dels sòlids platònics. Un cas de simetria inferior de la piràmide triangular és C 3v, que té una base de triangle equilàter i 3 costats de triangle isòsceles idèntics. Les piràmides quadrades i pentagonals també poden estar compostes per polígons convexos regulars, en aquest cas són sòlids de Johnson.
Si totes les arestes d'una piràmide quadrada (o qualsevol poliedre convex) són tangents a una esfera de manera que la posició mitjana dels punts tangencials es troba al centre de l'esfera, llavors es diu que la piràmide és canònica i forma la meitat d'una octaedre regular.

Les piràmides amb una base hexàgon o superior han d'estar compostes per triangles isòsceles. Una piràmide hexagonal amb triangles equilàters seria una figura completament plana, i una heptagonal o més alta faria que els triangles no s'ajunten en absolut.
| Piràmides regulars | Piràmides regulars | Piràmides regulars | Piràmides regulars | Piràmides regulars | Piràmides regulars |           |
| Triangular         | Quadrada           | Pentagonal         | Hexagonal          | Heptagonal         | Octogonal...       |           |
| Regular            | Equilàteres        | Equilàteres        | Isòsceles          | Isòsceles          | Isòsceles          | Isòsceles |
| ------------------ | ------------------ | ------------------ | ------------------ | ------------------ | ------------------ | --------- |
|                    |                    |                    |                    |                    |                    |           |
|                    |                    |                    |                    |                    |                    |           |

Les piràmides rectes amb bases poligonals estel·lars regulars s'anomenen piràmides estel·lars. Per exemple, la piràmide pentagràfica té una base de pentagrama i 5 costats de triangle que s'intersequen.

## Piràmides dretes amb base irregular

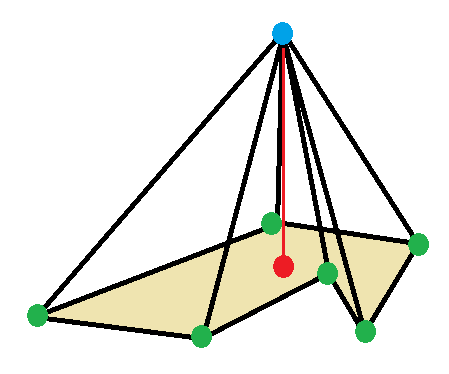
Exemple de piràmide dreta general amb l'àpex per sobre del baricentre d'un polígon de base

Una piràmide dreta es pot anomenar com ( )∨P, on ( ) és el punt àpex, ∨ és un operador d'unió i P és un polígon base.
Un tetraedre rectangle triangle isòsceles es pot escriure com ( )∨[( )∨{ }] com la unió d'un punt amb una base de triangle isòsceles, com [( )∨( )]∨{ } o { }∨{ } com la unió (desplaçaments ortogonals) de dos segments ortogonals, un disfenoide digonal, que conté 4 cares triangulars isòsceles. Té simetria C 1v a partir de dues orientacions de base-àpex diferents i C 2v en la seva simetria completa.
Una piràmide rectangular rectangular, escrita com ( )∨[{ }×{ }], i una piràmide rombica, com ( )∨[{ }+{ }], tots dos tenen simetria C 2v.
|                      |                  |
| Piràmide rectangular | Piràmide ròmbica |

## Volum
El volum d'una piràmide (també qualsevol con) és {\textstyle V={\tfrac {1}{3}}bh}, on b és l'⁣àrea de la base i h l'alçada des de la base fins al vèrtex. Això funciona per a qualsevol polígon, regular o no regular, i qualsevol ubicació de l'àpex, sempre que h es mesura com la distància perpendicular del pla que conté la base. L'any 499 dC Aryabhata, un matemàtic - astrònom de l'època clàssica de les matemàtiques índies i l'astronomia índia, va utilitzar aquest mètode a l' Aryabhatiya (secció 2.6).
La fórmula es pot demostrar formalment mitjançant el càlcul. Per similitud, les dimensions lineals d'una secció transversal paral·lela a la base augmenten linealment des de l'àpex fins a la base. El factor d'escala (factor de proporcionalitat) és {\textstyle 1-{\tfrac {y}{h}}}, o {\textstyle {\tfrac {h-y}{h}}}, on h és l'alçada i y és la distància perpendicular del pla de la base a la secció transversal. Com que l'⁣àrea de qualsevol secció transversal és proporcional al quadrat del factor d'escala de la forma, l'àrea d'una secció transversal a l'alçada y és {\textstyle b{\tfrac {(h-y)^{2}}{h^{2}}}}, o com que b i h són constants, {\textstyle {\tfrac {b}{h^{2}}}(h-y)^{2}}. El volum ve donat per la integral
{\displaystyle {\frac {b}{h^{2}}}\int _{0}^{h}(h-y)^{2}\,dy={\frac {-b}{3h^{2}}}(h-y)^{3}{\bigg |}_{0}^{h}={\tfrac {1}{3}}bh.}
La mateixa equació, {\displaystyle V={\tfrac {1}{3}}bh}, també serveix per a cons amb qualsevol base. Això es pot demostrar amb un argument semblant a l'anterior; veure el volum d'un con.
Per exemple, el volum d'una piràmide la base de la qual és un polígon regular de n cares amb la longitud del costat s i l'alçada de la qual és h és
{\displaystyle V={\frac {n}{12}}hs^{2}\cot {\frac {\pi }{n}}.}
La fórmula també es pot derivar exactament sense càlcul per a piràmides amb bases rectangulars. Considereu un cub unitari. Dibuixa línies des del centre del cub fins a cadascun dels 8 vèrtexs. Això divideix el cub en 6 piràmides quadrades iguals d'àrea base 1 i alçada 1/2. Com a 1 de 6 piràmides idèntiques dins del cub unitat amb el volum 1, cada piràmide té clarament un volum d'1/6. Si suposem que la fórmula del volum serà proporcional tant a l'alçada com a la base, la constant de proporcionalitat ha de ser 1/3. D'això deduïm que volum de la piràmide = alçada × àrea base / 3.
A continuació, expandeix el cub uniformement en tres direccions en quantitats desiguals de manera que les vores sòlides rectangulars resultants siguin a, b i c, amb un volum sòlid abc. Sota la nostra hipòtesi de proporcionalitat del volum amb l'alçada i la base, cadascuna de les 6 piràmides que hi ha dins també s'expandeixen. I cada piràmide té el mateix volum abc /6. Com que els parells de piràmides tenen alçades a /2, b /2 i c /2, tornem a veure que el volum de la piràmide = alçada × àrea base / 3.
Quan els triangles laterals són equilàters, la fórmula del volum és
{\displaystyle V={\frac {1}{12}}ns^{3}\cot \left({\frac {\pi }{n}}\right){\sqrt {1-{\frac {1}{4\sin ^{2}{\tfrac {\pi }{n}}}}}}.}

## Àrea de la superfície
La superfície d'una piràmide és {\textstyle SA=B+{\tfrac {1}{2}}PL}, on B és l'àrea de la base, P és el perímetre de la base i l'⁣alçada de la inclinació {\textstyle L={\sqrt {h^{2}+r^{2}}}}, on h és l'altitud de la piràmide i r és el radi de la base.

## Centroide
El centroide o baricentre d'un tetraedre regular està situat en la seva altura. El punt on es tallen les quatre possibles altures es troba a una distància de la base igual a:
{\displaystyle h_{b}={\frac {1}{4}}\cdot h}
és a dir, el centre de gravetat d'una piràmide de densitat i camp uniformes està situat a una distància de la base igual a una quarta part de la seva altura.
Coincideix amb el centre de masses d'un tetraedre regular de densitat uniforme. També coincideix amb el centre de gravetat d'un tetraedre regular de densitat uniforme en un camp gravitacional uniforme.

## Piràmides n-dimensionals
Una piràmide bidimensional és un triangle, format per una vora de la base connectada a un punt no colineal anomenat àpex.
Una piràmide de 4 dimensions s'anomena piràmide polièdrica, construïda per un poliedre en un hiperpla de 3 espais de 4 espais amb un altre punt fora d'aquest hiperpla.
Les piràmides de dimensions superiors es construeixen de manera similar.
La família de símplex representa piràmides en qualsevol dimensió, augmentant a partir de triangle, tetraedre, 5 cel·les, 5 símplex , etc. de vèrtexs que defineixen cares, tots quàdruples de punts que defineixen cèl·lules tetraèdriques, etc.

### Piràmide polièdrica
En geometria de 4 dimensions, una piràmide polièdrica és un polítop de 4 construïts per una cèl·lula poliedre base i un punt àpex. Les facetes laterals són cel·les piramidals, cadascuna construïda per una cara del políedre base i l'àpex. Els vèrtexs i les arestes de les piràmides polièdriques formen exemples de gràfics d'àpex, gràfics formats afegint un vèrtex (l'àpex) a un gràfic pla (el gràfic de la base). El dual d'una piràmide polièdrica és una altra piràmide polièdrica, amb una base dual.
Les 5 cel·les regulars (o 4 simples) són un exemple de piràmide tetraèdrica . Els poliedres uniformes amb circumradis inferiors a 1 es poden fer piràmides polièdriques amb costats tetraèdrics regulars. Un políedre amb v vèrtexs, e arestes i f cares pot ser la base d'una piràmide polièdrica amb v+1 vèrtexs, e+v arestes, f+e cares i 1+f cel·les.
| Simetria            | [1,1,4]                    | [1,2,3]                         | [1,3,3]              | [1,4,3]         | [1,4,3]             | [1,5,3]              |
| Nom                 | Piràmide quadrat-piramidal | Piràmide de prismes triangulars | Piràmide tetraèdrica | Piràmide cúbica | Piràmide octaèdrica | Piràmide icosaèdrica |
| Índex Segmentochora | K4.4                       | K4.7                            | K4.1                 | K4.26.1         | K4.3                | K4.84                |
| ------------------- | -------------------------- | ------------------------------- | -------------------- | --------------- | ------------------- | -------------------- |
| Alçada              | 0.707107                   | 0.645497                        | 0.790569             | 0.500000        | 0.707107            | 0.309017             |
| Imatge (Base)       |                            |                                 |                      |                 |                     |                      |
| Base                | Piràmide quadrada          | Prisma triangular               | Tetràedre            | Cub             | Octàedre            | Icosaedre            |

Una piràmide polièdrica 4D amb simetria axial es pot visualitzar en 3D amb un diagrama de Schlegel, una projecció 3D que situa l'àpex al centre del políedre base.
Qualsevol polítop convex de 4 es pot dividir en piràmides polièdriques afegint un punt interior i creant una piràmide des de cada faceta fins al punt central. Això pot ser útil per calcular volums.
L'hipervolum en 4 dimensions d'una piràmide polièdrica és 1/4 del volum del poliedre base multiplicat per la seva alçada perpendicular, en comparació amb l'àrea d'un triangle que és 1/2 la longitud de la base per l'alçada i el volum d'una piràmide, sent 1/3 de l'àrea de la base multiplicada per l'alçada.
El volum de superfície tridimensional d'una piràmide polièdrica és {\textstyle SV=B+{\tfrac {1}{3}}AL}, on B és el volum de la base, A és l'àrea de la superfície de la base i L és l'alçada inclinada (alçada de les cel·les piramidals laterals) {\textstyle L={\sqrt {h^{2}+r^{2}}}}, on h és l'alçada i r és el radi.